# David Snellgrove

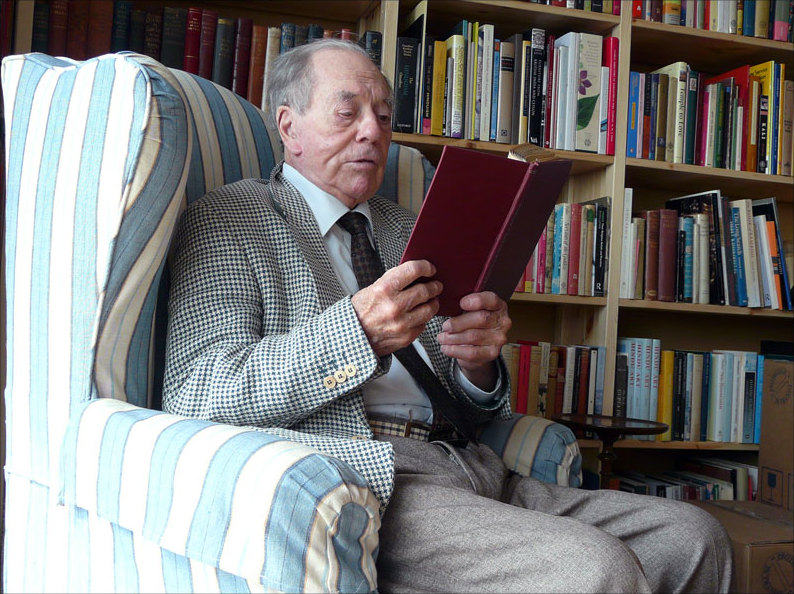
David Snellgrove, 2011

David Llewellyn Snellgrove (* 29. Juni 1920 in Portsmouth; † 25. März 2016 in England) war ein britischer Tibetologe.
David Snellgrove arbeitete zum Buddhismus in Tibet und verfasste zahlreiche Reiseberichte. Er war Professor für Tibetisch an der School of Oriental and African Studies (SOAS) der University of London, bis er 1982 in den Ruhestand trat. 1969 wurde er zum Mitglied der British Academy gewählt.
Mit dem Erlös seines 1968 gemeinsam mit Hugh E. Richardson veröffentlichten Werkes A cultural history of Tibet finanzierte er die Gründung des Institute of Tibetan Studies in Tring.

## Schriften
- mit Hugh E. Richardson: A cultural history of Tibet. Weidenfeld and Nicolson, London 1968
- Himalayan pilgrimage – a study of Tibetan religion by a traveller through Western Nepal. Cassirer, Oxford 1961